# 萊巴嫩鎮區 (密蘇里州庫珀縣)
萊巴嫩鎮區（英語：Lebanon Township）是位於美國密蘇里州庫珀縣的一個行政鎮區。

## 地方資料
萊巴嫩鎮區的面積為109.59平方千米，當中陸地面積為109.58平方千米，而水域面積為0.01平方千米。根據2020年美國人口普查的數據，當地共有人口410人，而人口密度為每平方千米3.74人。